# بيتر ريد
بيتر ريد (بالإنجليزية: Peter Reid)‏، من مواليد 20 يونيو 1956، لاعب كرة قدم إنجليزي سابق، ومدرب كرة قدم إنجليزي حالي.
لعب مع منتخب إنجلترا لكرة القدم.

## مسيرته الكروية
لعب بيتر ريد خلال مسيرته الاحترافية مع 7 أندية في ستة وعشرون موسمًا وسجل خلالها 33 هدفًا ضمن 529 مباراة. حيث فاز في موسم واحد بالكأس وفي موسمين بالدوري.
خاض بيتر ريد مسيرته مع نادي بولتون واندررز في موسم 1974–75 ليلعب معه تسعة مواسم، مشاركًا في 225 مباراة سجل خلالها 23 هدفًا. ثم انتقل إلى نادي إيفرتون في موسم 1982–83 ليلعب معه سبعة مواسم، حيث شارك في 159 مباراة سجل خلالها 8 أهداف. لينتقل بعدها إلى نادي كوينز بارك رينجرز في موسم 1988–89 ولمدة موسمين، مشاركًا في 29 مباراة سجل خلالها هدفًا واحدًا. ثم انتقل إلى نادي مانشستر سيتي في موسم 1989–90 ليلعب معه خمسة مواسم، مشاركًا في 103 مباراة سجل خلالها هدفًا واحدًا أيضًا. هذا وانتقل لاحقًا إلى نادي نوتس كاونتي في موسم 1993–94 لمدة موسم واحد، مشاركًا في 5 مباريات ولم يسجل أي هدف. ثم انتقل بعدها إلى نادي بوري في موسم 1994–95 لمدة موسم واحد، مشاركًا في مباراة ولم يسجل أي هدف أيضًا.